# Crkva sv. Nikole kod Sumartina
Crkva sv. Nikole nalazi se kod mjesta Sumartina, općina Selca, otok Brač.

## Opis
Predromanička crkva sv. Nikole smještena je na brdu između Selaca i Sumartina. Jednobrodna građevina s četvrtastom apsidom, rasčlanjena slijepim lukovima i presvođena bačvastim svodom. Na užim srednjim travejem podignuta je kupola.

## Zaštita
Pod oznakom Z-4782 zavedena je kao nepokretno kulturno dobro - pojedinačno, pravna statusa zaštićena kulturnog dobra.